# Ley de derechos humanos de Nueva York
La Ley de Derechos Humanos de Nueva York (NYHRL) es el artículo 15 de la Ley Ejecutiva (que es en sí mismo el capítulo 18 de las Leyes consolidadas de Nueva York) que prohíbe la discriminación por "edad, raza, credo, color, nacionalidad, sexualidad". orientación, estado militar, sexo, estado civil o discapacidad "en empleo, vivienda, educación, crédito y acceso a alojamientos públicos La ley fue aprobada originalmente en 1945 como la Ley contra la Discriminación y fue la primera de su tipo en los Estados Unidos. Lo hace cumplir la División de derechos humanos del estado de Nueva York . 
La Ley de no discriminación por orientación sexual aprobada en 2002 agregó "orientación sexual" al texto de la NYHRL; La Ley de no discriminación por expresión de género es un proyecto de ley que fue aprobado por la legislatura del estado de Nueva York en enero de 2019, para agregar explícitamente "identidad o expresión de género". 